# Potyczka pod Zwierzyńcem

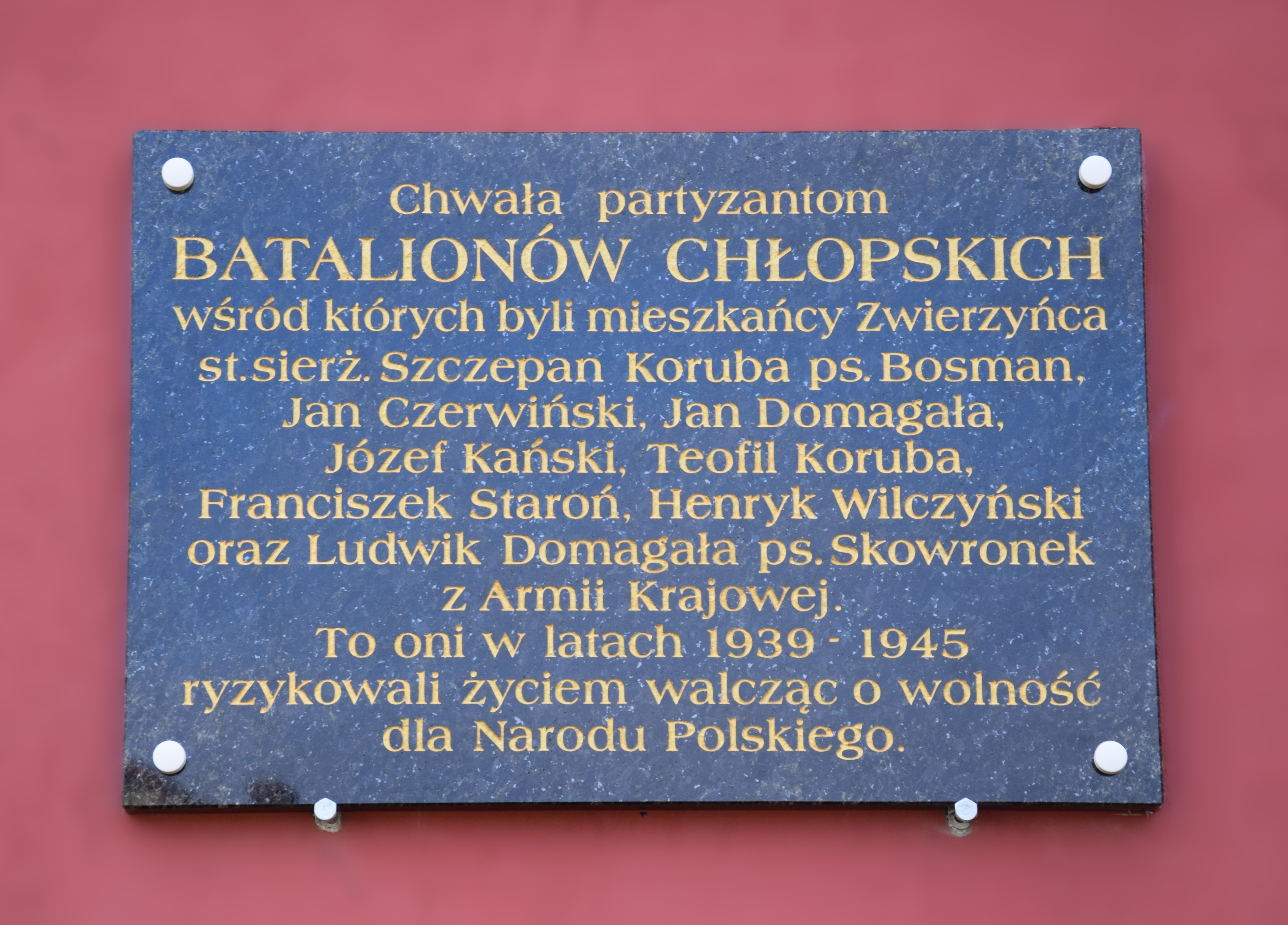
Tablica w Zwierzyńcu upamiętnienie miejscowych partyzantów z Armii Krajowej i Batalionów Chłopskich

Potyczka pod Zwierzyńcem – partyzancki atak na kolumnę niemiecką mający miejsce 31 lipca 1944 roku na szosie obok wsi Zwierzyniec, przeprowadzony i zakończony sukcesem przez oddział Armii Krajowej, w ramach Akcji „Burza”. 

## Przebieg zasadzki i konsekwencje
Oddział Armii Krajowej kwaterujący w Szańcu  dowodzony (w zastępstwie dowódcy  por. Władysława Kozłowskiego) przez podporucznika Mieczysława Łaganowskiego ps. Wilgę składał się z 75  partyzantów, 73 Polaków oraz 2 żołnierzy z Armii Czerwonej. Tworzyło do pięcioosobowe dowództwo oraz dwóch sanitariuszy, czterech kucharzy i siedmiu woźniców, którzy do dyspozycji mieli tabory składające się z 7 wozów konnych.  
Gdy z  poariańskich murów ruin przez lornetkę jeden z partyzantów wypatrzył dym unoszący się nad Buskiem, dowodzący oddziałem domyślił się, że zbliżające się czołówki pancerne które uchwyciły przyczółek nad Wisłą zbliżają się do Buska, w związku z czym Niemcy szykują się do opuszczenia  miasta. Postanowił urządzić zasadzkę na wycofujących się Niemców przy szosie z Buska do Chmielnika. Na miejsce zasadzki wybrał wzgórza na wschód od wsi Zwierzyniec.
Nie pomylił się, partyzanci zajmujący pozycje bojowe  w rowach po oby stronach drogi i na wzgórzach  wkrótce zobaczyli kolumnę samochodów w Mikułowicach, jadącą od strony Buska. Kolumnę tworzył czarny Opel, dwa auta ciężarowe i prawdopodobnie autobus. Gdy kolumna znalazła się w polu rażenia partyzanckiej broni, po podjęciu próby zatrzymania, została ostrzelana. W czasie wymiany ognia zabitych zostało 17 żołnierzy niemieckich. Taką liczę zabitych podali świadkowie którzy po bitwie ładowali ciała na samochody. Straty partyzanckie  były niewielkie, zważywszy że nie było zabitych a jedynie trzech rannych. 
W obawie przed dotarciem na pole bitwy kolejnych niemieckich pododdziałów, oddział AK ruszył na wschód i  przez wieś Elżbiecin pomaszerował w stronę lasu koteckiego.  Szybkie opuszczenie miejsca zasadzki okazało się konieczne ponieważ nim akowcy dotarli do lasu nad okolicą pojawił się niemiecki samolot rozpoznawczy.
Po koncentracji oddziałów Armii Krajowej i Batalionów Chłopskich zarządzonej  na 3 sierpnia 1944  w rejonie Janiny i lasów koteckich  6 sierpnia partyzanci wsparci przez radziecką czołówkę pancerną wkroczyli do Buska-Zdroju, uwalniając na kilka dni mieszkańców od okupacji niemieckiej. Zmierzający 9 sierpnia 1944 do wyzwolonego przez partyzantów AK i BCh miasta Buska Szczepan Koruba ps. Bosman dowódca plutonu BCh, na szosie z Chmielnika do Buska na wysokości Elżbiecina natknął się na niemiecki patrol złożony z dwóch pojazdów pancerny. Ucieczka nie powiodła się. Został zabity pod wsią Elżbiecin przez załogę jednego z transporterów opancerzonych, który ruszył za nim w pościg.

## Upamiętnienie
Wydarzenia te oraz uczestników walk upamiętnia pomnik w Wygodzie Kozińskiej oraz tablica pamiątkowa w Zwierzyńcu.    